# 한자·한문전문지도사
한자·한문전문지도사는 1999년부터 대한검정회 주관으로 시행된 자격 검정이다.

## 급수종류
한자ㆍ한문전문지도사 자격증은 아동지도사급, 지도사2급, 지도사1급, 훈장2급, 훈장1급, 훈장특급, 전 6개 급수 모두 국가 공인 자격증이다.
- 아동지도사
- 지도사2급
- 지도사1급
- 훈장2급
- 훈장1급
- 훈장특급

## 시행일정 및 접수방법
매년 2월, 5월, 8월, 11월 넷째주 토요일 오후 2시(오후 1시 40분까지 입실완료.)에 시행하고 있으며, 자세한 일정과 접수 방법은 대한검정회 홈페이지(http://www.hanja.ne.kr/)를 참고한다.
- 2월 : 아동지도사급~훈장특급(전6개등급)
- 5월 : 아동지도사급~지도사1급(3개등급)
- 8월 : 아동지도사급~훈장특급(전6개등급)
- 11월 : 아동지도사급~지도사1급(3개등급)

** 본 검정시험일정은 사정에 따라 다소 변경될 수 있습니다.

## 응시자격
| 등급         | 응시자격                            | 비고                                 |
| ------------ | ----------------------------------- | ------------------------------------ |
| 아동지도사급 | 응시자격 제한없음                   | ※ 모든 등급은 만18세 이상만 접수가능 |
| 지도사 2급   | 응시자격 제한없음                   | ※ 모든 등급은 만18세 이상만 접수가능 |
| 지도사 1급   | 대한검정회시행 지도사2급 자격소지자 | ※ 모든 등급은 만18세 이상만 접수가능 |
| 훈장 2급     | 대한검정회시행 지도사1급 자격소지자 | ※ 모든 등급은 만18세 이상만 접수가능 |
| 훈장 1급     | 대한검정회시행 훈장2급 자격소지자   | ※ 모든 등급은 만18세 이상만 접수가능 |
| 훈장 특급    | 대한검정회시행 훈장1급 자격소지자   | ※ 모든 등급은 만18세 이상만 접수가능 |

## 시험시간
| 시험시간                 | 시간        | 내용                          | 소요시간 |
| ------------------------ | ----------- | ----------------------------- | -------- |
| 아동 지도사 13:40~15:00  | 13:40~13:50 | 수험표 및 신분증 확인         | 10분     |
| 아동 지도사 13:40~15:00  | 13:50~13:55 | 시험시 주의사항 전달          | 5분      |
| 아동 지도사 13:40~15:00  | 13:55~14:00 | 봉인확인 및 답안지 주의사항   | 5분      |
| 아동 지도사 13:40~15:00  | 14:00~15:00 | 시험지 배부 및 시험실시       | 60분     |
| 아동 지도사 13:40~15:00  |             | 계                            | 80분     |
| 지도사2/1급 13:40~15:30  | 13:40~13:50 | 수험표 및 신분증 확인         | 10분     |
| 지도사2/1급 13:40~15:30  | 13:50~13:55 | 시험시 주의사항 전달          | 5분      |
| 지도사2/1급 13:40~15:30  | 13:55~14:00 | 봉인확인 및 답안지 주의사항   | 5분      |
| 지도사2/1급 13:40~15:30  | 14:00~15:30 | 시험지 배부 및 시험실시       | 90분     |
| 지도사2/1급 13:40~15:30  |             | 계                            | 110분    |
| 훈장2급~특급 13:40~16:30 | 13:40~13:50 | 수험표 및 신분증 확인         | 10분     |
| 훈장2급~특급 13:40~16:30 | 13:50~13:55 | 시험시 주의사항 전달          | 5분      |
| 훈장2급~특급 13:40~16:30 | 13:55~14:00 | 봉인확인 및 답안지 주의사항   | 5분      |
| 훈장2급~특급 13:40~16:30 | 14:00~15:30 | 1교시 시험지 배부 및 시험실시 | 90분     |
| 훈장2급~특급 13:40~16:30 | 15:30~15:40 | 휴식                          | 10분     |
| 훈장2급~특급 13:40~16:30 | 15:40~16:30 | 2교시 시험지 배부 및 시험실시 | 50분     |
| 훈장2급~특급 13:40~16:30 |             | 계                            | 170분    |

## 등급별 검정과목 별 출제형식 및 합격기준
| 등급별       | 검정과목                    | 시험방법         | 시험방법     | 시험방법  | 시험방법  | 시험방법 | 시험방법 | 시험방법                        |
| 등급별       | 검정과목                    | 1부(90분)        | 1부(90분)    | 2부(50분) | 2부(50분) | 배점합계 | 합격기준 | 시험시간                        |
| 등급별       | 검정과목                    | 4지 선다형문항수 | 단답형문항수 | 국역 배점 | 논술 배점 | 배점합계 | 합격기준 | 시험시간                        |
| ------------ | --------------------------- | ---------------- | ------------ | --------- | --------- | -------- | -------- | ------------------------------- |
| 아동지도사급 | 兒童漢字敎育論              | 15               | 20           |           |           | 100      | 60% 이상 | 60분                            |
| 아동지도사급 | 漢字·漢字語 指導의 實際     | 35               | 30           |           |           | 100      | 60% 이상 | 60분                            |
| 지도사2급    | 基礎漢文敎育論Ⅰ             | 10               | 25           |           |           | 150      | 60%이상  | 90분                            |
| 지도사2급    | 漢字·漢字語活用Ⅰ            | 10               | 25           |           |           | 150      | 60%이상  | 90분                            |
| 지도사2급    | 四字小學 指導法             | 15               | 25           |           |           | 150      | 60%이상  | 90분                            |
| 지도사2급    | 推句 指導法                 | 15               | 25           |           |           | 150      | 60%이상  | 90분                            |
| 지도사1급    | 基礎漢文敎育論Ⅱ             | 10               | 20           |           |           | 150      | 60%이상  | 90분                            |
| 지도사1급    | 漢字·漢字語活用Ⅱ            | 10               | 20           |           |           | 150      | 60%이상  | 90분                            |
| 지도사1급    | 學語集 指導法               | 10               | 20           |           |           | 150      | 60%이상  | 90분                            |
| 지도사1급    | 明心寶鑑 指導法             | 10               | 20           |           |           | 150      | 60%이상  | 90분                            |
| 지도사1급    | 漢詩文講讀 (中高漢文)       | 10               | 20           |           |           | 150      | 60%이상  | 90분                            |
| 훈장2급      | 漢文敎育論Ⅰ(교사론)         | 10               | 20           |           |           | 200      | 60%이상  | 1교시-90분 휴식-10분 2교시-50분 |
| 훈장2급      | 漢字 漢字語活用Ⅲ            | 10               | 20           |           |           | 200      | 60%이상  | 1교시-90분 휴식-10분 2교시-50분 |
| 훈장2급      | 漢文文法論                  | 10               | 20           |           |           | 200      | 60%이상  | 1교시-90분 휴식-10분 2교시-50분 |
| 훈장2급      | 孝經講義                    | 10               | 20           |           |           | 200      | 60%이상  | 1교시-90분 휴식-10분 2교시-50분 |
| 훈장2급      | 擊蒙要訣講讀                | 10               | 20           |           |           | 200      | 60%이상  | 1교시-90분 휴식-10분 2교시-50분 |
| 훈장2급      | 國譯演習Ⅰ                   |                  |              | 40        | 10        | 200      | 60%이상  | 1교시-90분 휴식-10분 2교시-50분 |
| 훈장1급      | 漢文敎育論Ⅱ(한국교육사상사) | 5                | 15           |           |           | 200      | 60%이상  | 1교시-90분 휴식-10분 2교시-50분 |
| 훈장1급      | 漢字 漢字語活用Ⅳ            | 5                | 15           |           |           | 200      | 60%이상  | 1교시-90분 휴식-10분 2교시-50분 |
| 훈장1급      | 四書敎育論                  | 30               | 40           |           |           | 200      | 60%이상  | 1교시-90분 휴식-10분 2교시-50분 |
| 훈장1급      | 歷代散文講讀                | 5                | 15           |           |           | 200      | 60%이상  | 1교시-90분 휴식-10분 2교시-50분 |
| 훈장1급      | 史書講讀Ⅰ                   | 5                | 15           |           |           | 200      | 60%이상  | 1교시-90분 휴식-10분 2교시-50분 |
| 훈장1급      | 國譯演習Ⅱ                   |                  |              | 40        | 10        | 200      | 60%이상  | 1교시-90분 휴식-10분 2교시-50분 |
| 훈장특급     | 漢文敎育論Ⅲ(한문과교육론)   | 5                | 15           |           |           | 200      | 60%이상  | 1교시-90분 휴식-10분 2교시-50분 |
| 훈장특급     | 漢字·漢字語活用Ⅴ            | 10               | 20           |           |           | 200      | 60%이상  | 1교시-90분 휴식-10분 2교시-50분 |
| 훈장특급     | 心經講義                    | 5                | 15           |           |           | 200      | 60%이상  | 1교시-90분 휴식-10분 2교시-50분 |
| 훈장특급     | 經書敎育論                  | 20               | 30           |           |           | 200      | 60%이상  | 1교시-90분 휴식-10분 2교시-50분 |
| 훈장특급     | 史書講讀Ⅱ                   | 10               | 20           |           |           | 200      | 60%이상  | 1교시-90분 휴식-10분 2교시-50분 |
| 훈장특급     | 國譯演習Ⅲ                   |                  |              | 40        | 10        | 200      | 60%이상  | 1교시-90분 휴식-10분 2교시-50분 |